# Gigamyiopsis funebris
Gigamyiopsis funebris là một loài ruồi trong họ Tachinidae.